# Cerkiew Zaśnięcia Najświętszej Marii Panny w Zrenjaninie
Cerkiew Zaśnięcia Najświętszej Marii Panny – cerkiew prawosławna w Zrenjaninie, w dzielnicy Gradnulica.

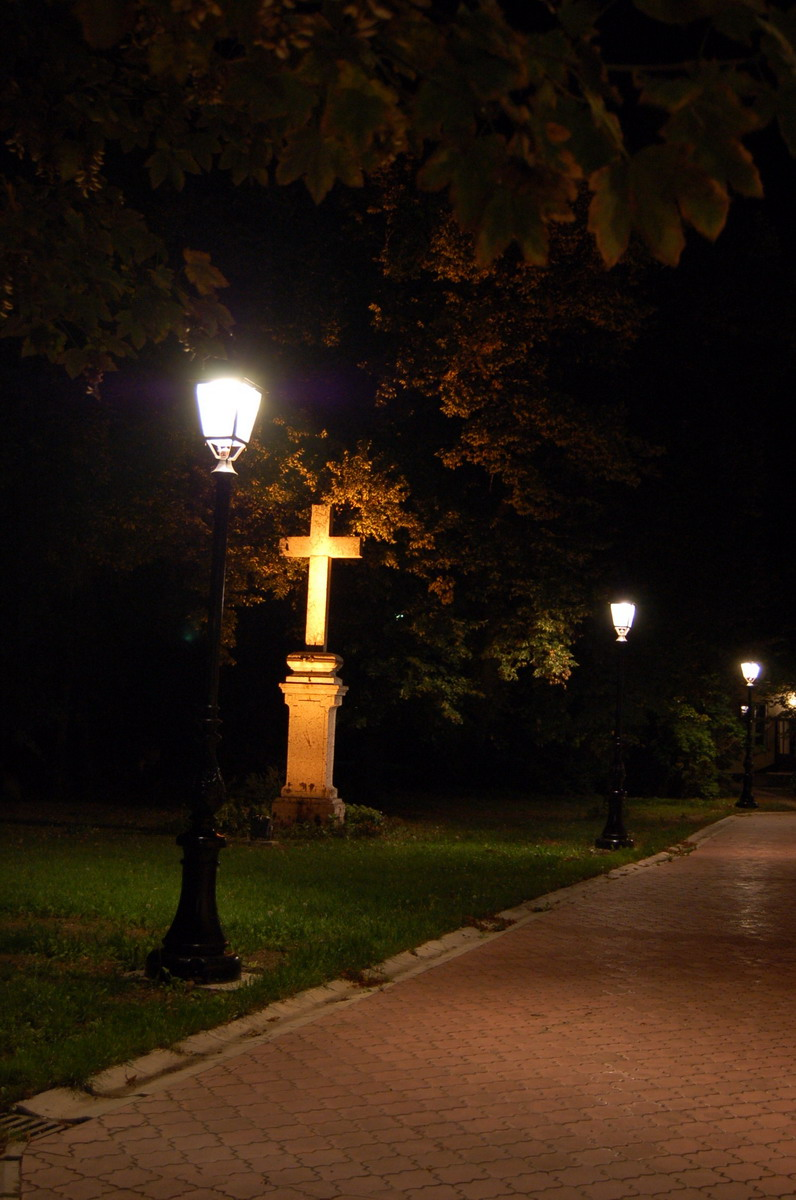
Jeden z przycerkiewnych krzyży

Świątynia powstała w 1746, co czyni ją najstarszą chrześcijańską świątynią miasta. Wzniesiono ją w stylu barokowym. Ikonostas wykonali Dimitrije i Georgije Popović, polichromie namalował w latach 1928–1930 Aleksandar Sekulić. Obiekt został odrestaurowany w 2000. 